# Petr Bratský
Petr Bratský (* 8. dubna 1955 Klatovy) je český politik, v letech 2010 až 2016 senátor za obvod č. 25 – Praha 6, v letech 1990 až 2002 starosta pražské městské části Praha 13, v letech 2002 až 2010 poslanec Parlamentu České republiky, člen Občanské demokratické strany.

## Vzdělání, profese a rodina
Vystudoval obor provoz a ekonomika železniční dopravy na Vysoké škole dopravy a spojů. V letech 1982–1990 pracoval jako odborný asistent v Dopravním rozvojovém středisku Praha. S manželkou Ludmilou má syny Petra (1986) a Pavla (1988).

## Politická kariéra
Během sametové revoluce v roce 1989 spoluzakládal Občanské fórum na Lužinách. V roce 1991 patřil mezi zakládající členy Občanské demokratické strany (ODS), jejímž členem je dodnes.
V roce 1990 byl zvolen starostou Městské části Praha – Stodůlky (od 1. 4. 1991 Praha – Jihozápadní město, JZM – Praha 13), v této funkci působil až do roku 2002. V komunálních volbách roku 1994, komunálních volbách roku 1998, komunálních volbách roku 2002 a komunálních volbách roku 2006 byl zvolen do zastupitelstva městské části Praha 13 za ODS. Profesně se uvádí jako starosta a dopravní inženýr. V letech 1990–2002 zasedal i v zastupitelstvu hlavního města Prahy. Byl sem zvolen v komunálních volbách roku 1994 a komunálních volbách roku 1998.

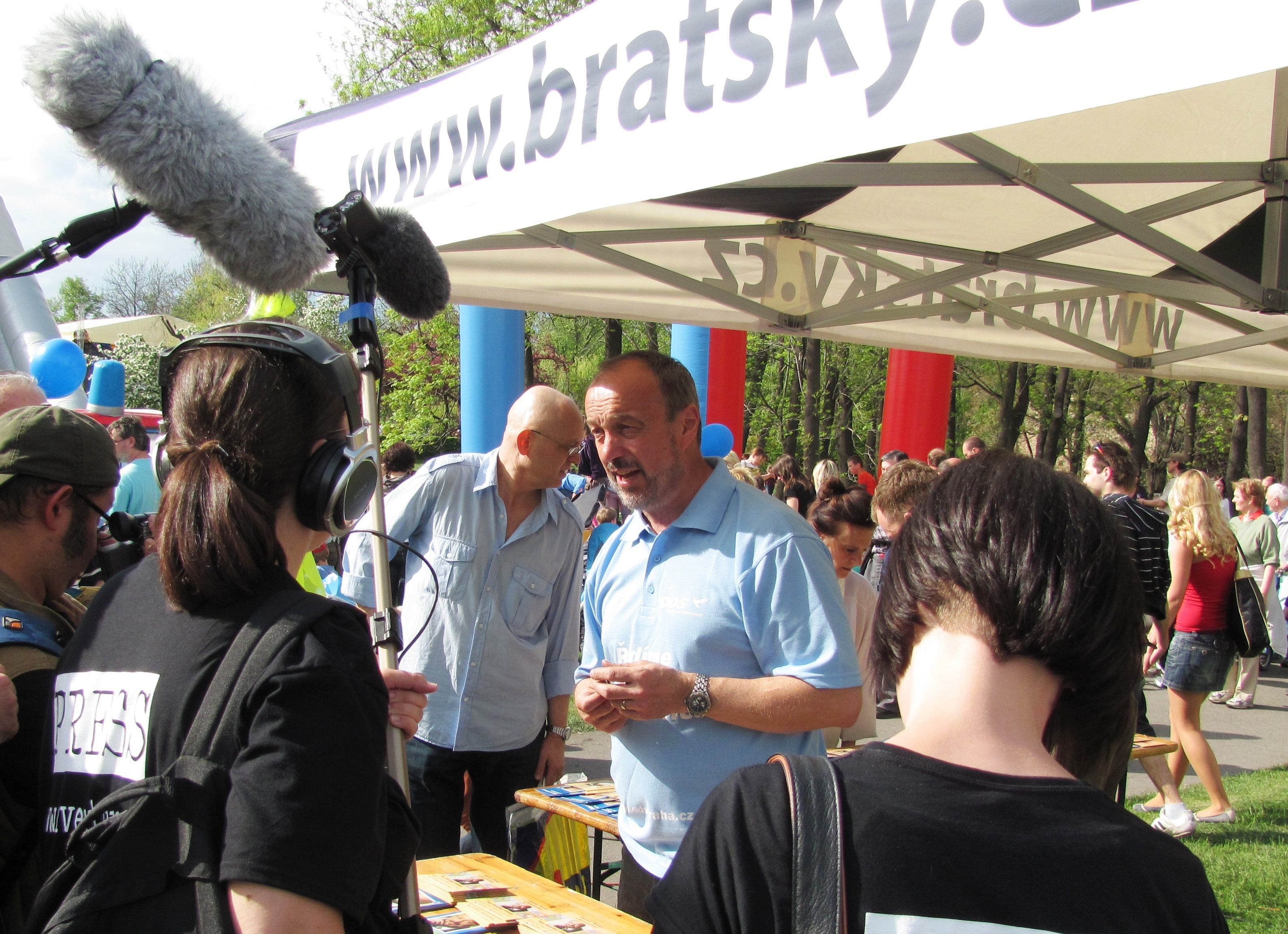
Petr Bratský (2010)

Ve volbách v červnu 2002 byl zvolen do poslanecké sněmovny za ODS (volební obvod Praha). Byl členem sněmovního výboru pro vědu, vzdělání, kulturu, mládež a tělovýchovu. Současně přesedal podvýboru pro tělovýchovu. Svůj poslanecký mandát obhájil ve volbách v roce 2006 a opět se angažoval ve výboru pro vědu, vzdělání, kulturu, mládež a tělovýchovu a byl členem výboru pro evropské záležitosti. Předsedal podvýboru pro evropské fondy a byl členem Stálé komise pro sdělovací prostředky a podvýboru pro kulturu, mediální legislativu, podvýboru pro mládež a sport, podvýboru pro dopravu a podvýboru pro přípravu návrhů na propůjčení nebo udělení státních vyznamenání. Zároveň vedl českou Stálou delegaci do Parlamentního shromáždění Organizace pro bezpečnost a spolupráci v Evropě. V parlamentu setrval do voleb v roce 2010. V nich kandidoval až na 15. místě a nebyl zvolen.
Ve volbách 2010 se stal senátorem za obvod č. 25 – Praha 6, když v obou kolech porazil člena TOP 09 Bedřicha Moldana.
Několik let již pozorně sleduje vývoj v Latinské Americe, a má proto úzké vztahy s představiteli politické a hospodářské sféry. Byl na návštěvě v Kostarice, na Kubě a v Mexiku. Jeho mezinárodním poradcem je chilský analytik českého původu Carlos González Sháněl.

## Skauting
Prakticky po celá 70. a 80. léta se věnoval ilegálnímu skautingu, pořádání zálesáckých táborů a souvisejícím aktivitám. V rámci skautu dodnes s manželkou vede svůj 96. oddíl Šipka a pořádá pravidelné letní tábory na Šumavě. Po svém prvním zvolení poslancem také inicioval vznik parlamentního skautského oddílu složeného z poslanců a senátorů demokratických stran. Od roku 1990 je členem obnoveného Junáka.
Petr Bratský je laureátem Ceny PŘÍSTAV, kterou mu v roce 2002 udělila Česká rada dětí a mládeže za podporu mimoškolní práce s dětmi a mládeží.